# Rue aux Fèves
La rue aux Fèves est une ancienne rue de Paris, aujourd'hui disparue. Elle était située quartier de la Cité, sur l'île de la Cité et a disparu lors de la reconstruction du bâtiment de la préfecture de police de Paris.

## Origine du nom
Selon Jean de La Tynna, certains pensent qu'elle est nommée vicus Fabarum (« rue aux Fèves »), parce que l'on prétend qu'on y vendait des fèves, tandis que d'autres croient que c'est la  vicus Fabrorum (« rue aux Febvres » ou « Fèvres ») en s'appuyant sur d'anciens titres et plans, parce qu'elle était habitée par divers « fèvres ».
Les deux étymologies peuvent se justifier car Guillot de Paris, dans son poème Le Dit des rues de Paris, écrit concernant cette rue :
[…] Descent droit en la rue à Fèves

Par de ça la maison o Fèvre […].
La rue du Four-Basset qui la reliait à la rue de la Juiverie fut supprimée en 1730.

## Situation
La rue était située entre la rue de la Vieille-Draperie (rue de Constantine, actuelle rue de Lutèce après 1837) et la rue de la Calandre. Après le percement de la rue de Constantine, la rue Sainte-Croix-en-la-Cité la prolongeait au nord. Au sud, elle était prolongée par le passage Saint-Germain-le-Vieux jusqu'à la rue du Marché-Neuf.
Juste avant la Révolution française, elle était à cheval sur plusieurs paroisses : Sainte-Croix au nord, Saint-Landry, Saint-Pierre-des-Arcis au centre et Saint-Germain-le-Vieux au sud. Pendant la Révolution française, elle fait partie de la section de la Cité, qui devient le quartier de la Cité lors de la création de l'ancien 9e arrondissement en 1795.
Les numéros de la rue étaient noirs. Le dernier numéro impair était le no 25 et le dernier numéro pair était le no 20.

## Historique
La mention la plus ancienne de la rue date de 1260 dans des lettres de Louis IX. Il est alors fait référence à une maison « rue aux Febvres ». Le nom de la rue fait donc référence à des marchands ou fabricants de draps. Le nom aurait par la suite été déformé en « Fèves ».
En 1291, 1300, 1313 et pendant le XIVe siècle ainsi que dans plusieurs titres des siècles suivants, elle est nommée vicus Fabarum, c'est-à-dire « rue aux Fèves » (haricots).
Elle est citée dans Le Dit des rues de Paris sous la forme « rue à Fèves ».
En 1702, la rue, qui fait partie du quartier de la Cité, possède 19 maisons et 3 lanternes.
Le chevet de l'église Saint-Martial, accessible depuis la rue Saint-Éloi, donnait sur la rue. L'église est démolie en 1722.
Lors du percement de la rue de Constantine, les premières maisons qui donnaient sur la rue de la Vieille-Draperie, (nos 1 à 7 et nos 2 à 6) sont rasées. Les immeubles construits à l'angle de la rue de Constantine sont en fort retrait par rapport aux immeubles anciens, la largeur minimum de la voie, assez étroite, ayant été fixée à 8 m par une décision ministérielle du 13 brumaire an X (4 novembre 1801). La rue est détruite au début des années 1860 pour permettre la construction des bâtiments de la préfecture de police de Paris.

## Dans la littérature
Le début du roman Les Mystères de Paris se déroule dans le « tapis franc » (taverne immonde) appelé par l'auteur « Le Lapin Blanc » rue aux Fèves.
Pour bénéficier du succès du roman en attirant les touristes, un marchand de vin loua en 1844 le rez-de-chaussée de la maison du numéro 6 bâtie sur l'ancien chevet de l'église Saint-Martial (démolie en 1722) comprenant des caves et ouvrit  un cabaret qu'il appela « Le Lapin Blanc » et fit remonter au temps de Pépin-le-Bref l'origine de son établissement qui disparut en 1859 lors de l'expropriation des bâtiments de la rue
.